# Championnat arabe d'échecs
Le championnat arabe d'échecs est une compétition d'échecs organisée chaque année depuis 1983.

## Vainqueurs
| Année | VIlle                                          | Vainqueur                                      | Fédération                                     | Vainqueur féminin                  | Fédération          |
| ----- | ---------------------------------------------- | ---------------------------------------------- | ---------------------------------------------- | ---------------------------------- | ------------------- |
| 1983  | Tunis                                          | Saeed Abdul Razak                              | Irak                                           | Maïssa Tahaoui                     | Syrie               |
| 1984  | Dubai                                          | Saeed-Ahmed Saeed                              | Émirats arabes unis                            | Nadia Mohammad Saleh               | Émirats arabes unis |
| 1985  | Casablanca                                     | Saeed Abdul Razak                              | Irak                                           | Fermsik Waria Mohammed             | Irak                |
| 1986  | Tunis                                          | Slim Bouaziz                                   | Tunisie                                        | Maïssa Tahaoui[1]                  | Syrie               |
| 1987  | Manama                                         | Bassem Afifi                                   | Égypte                                         | Fermsik Waria Mohammed             | Irak                |
| 1988  | Koweït                                         | Hichem Hamdouchi                               | Maroc                                          | Sohir Basta                        | Égypte              |
| 1991  | Dubai                                          | Slim Bouaziz                                   | Tunisie                                        | Meriem Abbou                       | Algérie             |
| 1992  | Doha                                           | Fouad El Taher                                 | Égypte                                         | ??                                 |                     |
| 1993  | Oman (femmes) Amman (hommes)                   | Hichem Hamdouchi                               | Maroc                                          | Meriem Abbou                       | Algérie             |
| 1994  | Amman                                          | Mohammed Al-Modiahki                           | Qatar                                          | Sohir Basta                        | Égypte              |
| 1995  | Beyrouth                                       | Hichem Hamdouchi                               | Maroc                                          | ??                                 |                     |
| 1996  | Sana'a                                         | Essam Aly Ahmed[2]                             | Égypte                                         | ??                                 |                     |
| 1997  | Irak                                           | Mohammed Al-Modiahki                           | Qatar                                          | ??                                 |                     |
| 1998  | Agadir                                         | ??                                             |                                                | Eva Repkova Eid                    | Liban               |
| 1999  | Aden                                           | Imad Hakki                                     | Syrie                                          | Knarik Mouradian                   | Liban               |
| 2000  | Beyrouth                                       | Mohammed Al-Modiahki[3]                        | Qatar                                          | Eva Repkova Eid[3]                 | Liban               |
| 2001  | Tunis                                          | Slim Belkhodja [4]                             | Tunisie                                        | Eman Hassane Al Rufei [5]          | Irak                |
| 2002  | Casablanca                                     | Mohammed Al-Modiahki[6]                        | Qatar                                          | Eman Hassane Al Rufei[7]           | Irak                |
| 2003  | Le Caire                                       | Essam El Gindy [8]                             | Égypte                                         | Knarik Mouradian                   | Liban               |
| 2004  | Dubaï                                          | Hicham Hamdouchi[9]                            | Maroc                                          | Knarik Mouradian[9]                | Liban               |
| 2005  | Dubai                                          | Bassem Amin[10]                                | Égypte                                         | Eman Hassane Al Rufei [11]         | Irak                |
| 2006  | Dubai                                          | Bassem Amin[12],[13]                           | Égypte                                         | Hayat Toubal [14]                  | Algérie             |
| 2007  | Ta'izz                                         | Basheer Al Qudaimi [15]                        | Yémen                                          | Knarik Mouradian [16]              | Liban               |
| 2008  | Charjah                                        | Saleh Salem[17]                                | Émirats arabes unis                            | Mona Khaled [18]                   | Égypte              |
| 2009  | Tunis                                          | Essam El Gindy [19]                            | Égypte                                         | Zhu Chen [20]                      | Qatar               |
| 2010  | Amman                                          | Mohamed Al-sayed [21]                          | Qatar                                          | Mona Khaled [22]                   | Égypte              |
| 2011  | Voir championnat Arabe Élite 2012 (ci dessous) | Voir championnat Arabe Élite 2012 (ci dessous) | Voir championnat Arabe Élite 2012 (ci dessous) |                                    |                     |
| 2012  | Tunis                                          | (Championnat arabe féminin open)               | (Championnat arabe féminin open)               | Amina Mezioud [23]                 | Algérie             |
| 2013  | Abou Dhabi                                     | Bassem Amin[24]                                | Égypte                                         | Zhu Chen[24]                       | Qatar               |
| 2014  | Amman                                          | Saleh Salem[25]                                | Émirats arabes unis                            | Sabrina Latreche Shahenda Wafa[26] | Algérie Égypte      |
| 2015  | Agadir[27]                                     | Mohamed Ezat                                   | Égypte                                         | Mona Khaled                        | Égypte              |
| 2016  | Khartoum                                       | Mahfoud Oussedik [28]                          | Algérie                                        | Sabrina Latreche [29]              | Algérie             |
| 2017  | Sharjah                                        | Mohamed Haddouche                              | Algérie                                        | Amina Mezioud                      | Algérie             |
| 2018  | Amman                                          | Saleh Salem [30]                               | Émirats arabes unis                            | Shahenda Wafa [31]                 | Égypte              |
| 2019  | Mostaganem                                     | Amir Zaibi [32]                                | Tunisie                                        | Amina Mezioud [33]                 | Algérie             |
| 2021  | Dubai                                          | Bilel Bellahcene [34]                          | Algérie                                        | Ayah Moaataz [35]                  | Égypte              |
| 2022  | Khartoum (disputé en 2023)                     | Ahmad Al Khatib [36],[37]                      | Jordanie                                       | Lina Nassr [38]                    | Algérie             |
| 2024  | Sharjah                                        | Bilel Bellahcene[39]                           | Algérie                                        | Alserkal Rouda Essa[40]            | Émirats arabes unis |

## Championnat arabe élite à Dubai (2011 à 2015)
- 2011 : Saleh Salem[41] (8/9)[42]
- 2013 : Mohamad Al Modiakhi, 7,5/9 au départage devant Bassem Amin, suivis de Saleh Salem (6,5/9), douze joueurs[43]
- 2015 : Mohamed Al-Sayed (7,5/9) devant Saleh Salem et Bassem Amin (7/9  chacun)[44]

## Source de la traduction
- (en) Cet article est partiellement ou en totalité issu de l’article de Wikipédia en anglais intitulé « Arab Chess Championship » (voir la liste des auteurs).